# Fisherjeva necentralna hipergeometrična porazdelitev
Fisherjeva necentralna hipergeometrična porazdelitev   je posplošitev hipergeometrične porazdelitve, V tej porazdelitvi je  jemanje vzorcev odvisno od utežnih faktorjev. Takšno vzorčenje imenujemo tudi pristransko ali usmerjeno. Fisherjevo necentralno hipergeometrično porazdelitev lahko smatramo kot pogojno verjetnostno porazdelitev dveh ali več binomsko porazdeljenih spremenljivk, ki so odvisne od skupne vsote.V Fisherjevi necentralni hipergeometrični porazdelitvi ne obravnavamo elementov, ki so enaki, kot je to v hipergeometrični porazdelitvi. Elementi se morajo razlikovati še v neki drugi lastnosti (npr. teži). 

Porazdelitev spada med diskretne verjetnostne porazdelitve.

Razen Fisherjeve necentralne hipergeometrične porazdelitve poznamo še Walleniusovo necentralno hipergeometrično porazdelitev, obe pa spadata med necentralne hipergeometrične porazdelitve. 

Včasih Fisherjevo necentralno hipergeometrično porazdelitev imenujejo tudi razširjena hipergeometrična porazdelitev.

## Primer
Najlažje si predstavljamo Fisherjevo necentralno hipergeometrično porazdelitev, če uporabimo model žare. Predpostavimo, da je v žari m1 rdečih in m2 belih kroglic. Skupaj jih je torej N =  m1 + m2. Vsaka rdeča kroglica ima težo ω1, bela pa ω2. Razmerje med težama ω je ω1/ ω2. Iz žare potegnemo zaporedoma kroglice tako, da je verjetnost, da smo potegnili določeno kroglico sorazmerna z njeno težo, ni pa odvisna od tega kaj se je zgodilo z drugimi kroglicami. Lahko potegnemo tudi vseh n kroglic naenkrat. Število izvlečenih kroglic z določeno barvo se podreja binomski porazdelitvi. Če je znano skupno število izvlečenih kroglic n, potem je pogojna porazdelitev izvlečenih rdečih kroglic Fisherjeva necentralna hipergeometrična porazdelitev. Če želimo, da je n vnaprej določen, potem moramo izvleči posamezne kroglice eno za drugo. V tem primeru dobimo Walleniusovo necentralno hipergeometrično porazdelitev. 
Obe porazdelitvi sta enaki hipergeometrični porazdelitvi, kadar imajo vse kroglice enako težo (razmerje tež je enako 1).  
Vedno obstoja več kot samo ena necentralna hipergeometrična porazdelitev. 

## Univariantna porazdelitev
Porazdelitev je univariantna, če imajo v žari kroglice samo dve barvi. 

## Lastnosti

### Funkcija verjetnosti
Funkcija verjetnosti je enaka {\displaystyle {\frac {{\binom {m_{1}}{x}}{\binom {m_{2}}{n-x}}\omega ^{x}}{P_{0}}}}
 kjer je
 {\displaystyle P_{0}=\sum _{y=x_{\min }}^{x_{\max }}{\binom {m_{1}}{y}}{\binom {m_{2}}{n-y}}\omega ^{y}}.

### Pričakovana vrednost
Pričakovana vrednost je enaka {\displaystyle {\frac {P_{1}}{P_{0}}}}, where {\displaystyle P_{k}=\sum _{y=x_{\min }}^{x_{\max }}{\binom {m_{1}}{y}}{\binom {m_{2}}{n-y}}\omega ^{y}\,y^{k}}.

### Modus
Modus je enak {\displaystyle \,\,\left\lfloor {\frac {-2C}{B-{\sqrt {B^{2}-4AC}}}}\right\rfloor \,} , 
kjer je {\displaystyle A=\omega -1}, {\displaystyle B=m_{1}+n-N-(m_{1}+n+2)\omega }, {\displaystyle C=(m_{1}+1)(n+1)\omega }.

### Varianca
Varianca je enaka {\displaystyle {\frac {P_{2}}{P_{0}}}-\left({\frac {P_{1}}{P_{0}}}\right)^{2}}, kjer je Pk podan zgoraj.

## Multivariantna porazdelitev
Porazdelitev je multivariantna, če imamo v žari kroglice več kot dveh različnih barv (vsaka pa ima samo po eno barvo).

## Lastnosti

### Funkcija verjetnosti
Funkcija verjetnosti je enaka 
{\displaystyle {\frac {1}{P_{0}}}\prod _{i=1}^{c}{\binom {m_{i}}{x_{i}}}\omega _{i}^{x_{i}}}
kjer je
 {\displaystyle P_{0}=\sum _{(y_{0},\ldots ,y_{c})\in \mathrm {S} }\prod _{i=1}^{c}{\binom {m_{i}}{y_{i}}}\omega _{i}^{y_{i}}}

### Pričakovana vrednost
Približek za pričakovano vrednost μi za xi je 
{\displaystyle \mu _{i}={\frac {m_{i}r\omega _{i}}{r\omega _{i}+1}}} kjer je r edina rešitev  {\displaystyle \sum _{i=1}^{c}\mu _{i}=n\,}